# Арнольд Суассонский
Арнольд (Арнул) Суассонский, или Арнольд, или Арнульф из Ауденбюрга (ок. 1040—1087) — святой католической церкви, покровитель сборщиков хмеля и бельгийских пивоваров.

## Биография
Арнольд, родившийся в Брабанте, сын некоего Фульберта сначала был кадровым солдатом, прежде чем поселился в бенедиктинском аббатстве Сен-Медар в Суассоне, Франция . Первые три года он провел в отшельничестве, но позже стал настоятелем монастыря. В его агиографии говорится, что он пытался отказаться от этой чести и бежать, но волк заставил его вернуться. Затем он стал священником, а в 1080 году епископом Суассона — ещё одна честь, которой он стремился избежать. Когда его кафедра была занята другим епископом, то вместо того, чтобы отстаивать её, он воспользовался возможностью уйти от общественной жизни, основав аббатство Святого Петра в Ауденбюрге.
В качестве аббата в Ауденбюрге Арнольд варил пиво, столь же важное в средневековой жизни, как вода. Он призывал местных крестьян пить пиво вместо воды из-за его «дара здоровья». В процессе варки вода кипятилась и, таким образом, освобождалась от болезнетворных микроорганизмов, что делало пиво более безопасным для питья. Пиво, которое обычно употребляли за завтраком и днём, в то время в Европе называлось «мелким»: оно имело очень низкое содержание алкоголя и содержало отработанные дрожжи. Вполне вероятно, что местные жители обычно пили мелкое пиво из монастыря или делали своё собственное по указанию Арнольда и его собратьев-монахов. Во время одной из вспышек болезни Арнольд посоветовал местным жителям избегать употребления воды в пользу пива, что эффективно спасло жизни.
Одна из легенд гласит, что во время эпидемии Арнольд не ждал, пока местные жители заболевали от питьевой воды, а заставлял их пить его монастырское пиво. Благодаря этому многие люди в его церкви пережили чуму. Та же история рассказана и об Арнульфе или Арнольде из Меца, ещё одном покровителе пивоваров. Есть много изображений святого Арнольда с граблями или вилами в руке, которые являются его отличительным знаком. В память о святом в Брюсселе в июле проходит парад в «День пива».
Чудеса, которые, как сообщалось, происходили на его могиле, были расследованы и подтверждены церковным советом в Бове в 1121 году во время понтификата Папы Римского Каликста II. Мощи Арнольда были перенесены в церковь Святого Петра в Альденбурге в 1131 году. День святого Арнольда — 14 августа.

## В культуре
Этот святой высмеивался в средневековых французских фаблио как покровитель рогоносцев.